# Destruction
Destruction – niemiecka grupa wykonująca muzykę z pogranicza speed i thrash metalu. Powstała w 1982 roku w Weil am Rhein początkowo pod nazwą Knight of Demon. Pierwszy skład utworzyli perkusista Thomas „Tommy Sandmann” Senmann, basista i wokalista Marcel „Schmier” Schirmer oraz gitarzysta Mike Sifringer.
W oryginalnym składzie formacja odnosiła sukcesy niemal do końca lat 80. XX w. Po odejściu z zespołu Schmiera w 1989 roku działalność Destruction ulegała załamaniu. Nowy skład oraz odniesienia do innych gatunków muzycznych spotkały się z negatywnym przyjęciem ze strony krytyków muzycznych, jak i publiczności. W 1999 roku w wyniku presji fanów, a także środowiska muzycznego Schmier i Sifringer zreformowali Destruction z udziałem nowego perkusisty oraz powrócili do stylistyki thrashmetalowej.

## Historia

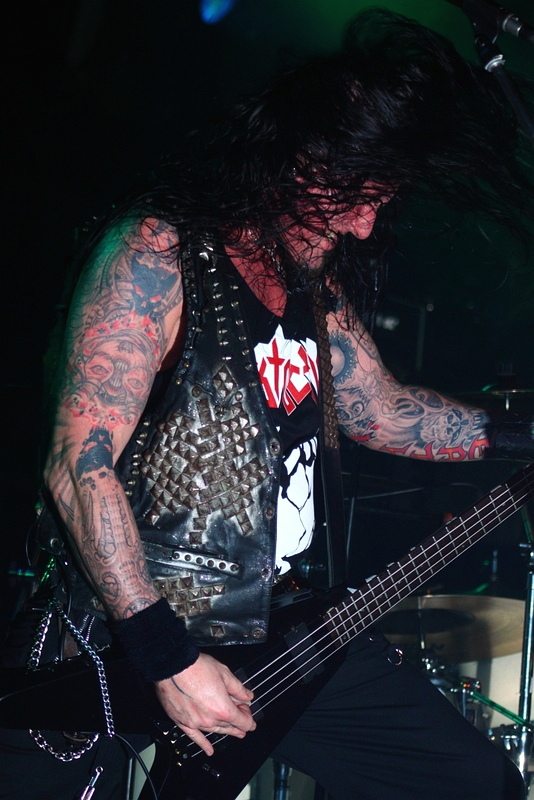
Marcel „Schmier” Schirmer podczas koncertu 12 marca 2011 roku

Zespół powstał w 1982 roku w Weil am Rhein początkowo pod nazwą Knight of Demon. Pierwszy skład utworzyli perkusista Thomas „Tommy Sandmann” Senmann, basista i wokalista Marcel „Schmier” Schirmer oraz gitarzysta Mike Sifringer. Kilka tygodni później muzycy przyjęli nazwę Destruction. 3 września 1984 roku ukazał się nagrany w berlińskim Caet Studio pierwszy minialbum zespołu pt. Sentence of Death. 12 października tego samego roku ukazało się pierwsze demo grupy pt. Bestial Invasion of Hell. Debiutancki album formacji zatytułowany Infernal Overkill ukazał się 24 maja 1985 roku nakładem wytwórni muzycznej Steamhammer Records. Nagrania zostały zarejestrowane ponownie w Caet Studio. Z kolei okładkę namalował Udo Linke.
12 lipca 1986 roku został wydany drugi album grupy pt. Eternal Devastation. Płyta została zrealizowana w Studio Hilpoltstein we współpracy z producentem muzycznym i inżynierem Manfredem Neunerem. Rok później skład uzupełnił drugi gitarzysta – Harry Heinrich Wilkens. W międzyczasie Senmanna, który podjął pracę policjanta zastąpił Oliver „Olli” Kaiser. Jako kwartet grupa zarejestrowała minialbum Mad Butcher, wydany 25 lipca, jeszcze 1987 roku. Czteroutworowe wydawnictwo zostało nagrane w Karo Studio w Münster. Rosnąca popularność zespołu przyczyniła się do udziału w europejskiej trasie w ramach której muzycy poprzedzali Motörhead. Zespół wystąpił także po raz pierwszy w Stanach Zjednoczonych poprzedzając kwartet Slayer. Trzeci album studyjny zatytułowany Release From Agony ukazał się 30 maja 1988 roku. Produkcji płyty podjął się Kalle Trapp. Nagrania były promowane m.in. podczas koncertów w Wielkiej Brytanii wraz z prekursorami black metalu Celtic Frost. W 1989 roku w wyniku nieporozumień z zespołu odszedł Schmier, który kontynuował działalność artystyczną w zespole Headhunter. W 1990 roku funkcję wokalisty objął André Grieder z zespołu Poltergeist. 1 czerwca 1990 roku nakładem Noise Records ukazał się czwarty album studyjny Destruction pt. Cracked Brain. W związku z brakiem w składzie basisty, ślady instrumentu zarejestrowali Sifringer i Wilkens, dla którego była to także ostatnia sesja z Destruction.
Również w 1990 roku ukazała się pierwsza kompilacja zespołu Super Best Destruction Collection. W 1991 roku do Destruction dołączył wokalista Flemming Ronsdorf, usunięty ze składu niespełna dwa tygodnie później. Pomimo destabilizacji składu Sifringer i Kaiser postanowili kontynuować działalność z nowymi muzykami. 1 kwietnia 1992 roku ukazała się druga kompilacja piosenek grupy pt. Best of. Dopiero w 1993 roku skład uzupełnił wokalista Thomas Rosenmerkel, basista Christian Engler i gitarzysta Michael Piranio. 26 lutego 1994 roku ukazał się trzeci minialbum zespołu pt. Destruction. Nagrania zarejestrowane jako kwintet spotkały się negatywnym przyjęciem ze strony krytyków muzycznych, jak i publiczności. 9 czerwca 1995 roku ukazał się czwarty minialbum zespołu pt. Them Not Me. W 1998 roku ukazał się piąty album studyjny formacji zatytułowany The Least Successfull Human Cannonball. Wkrótce potem skład opuścił Engler, a rok później Rosenmerkel i Piranio.

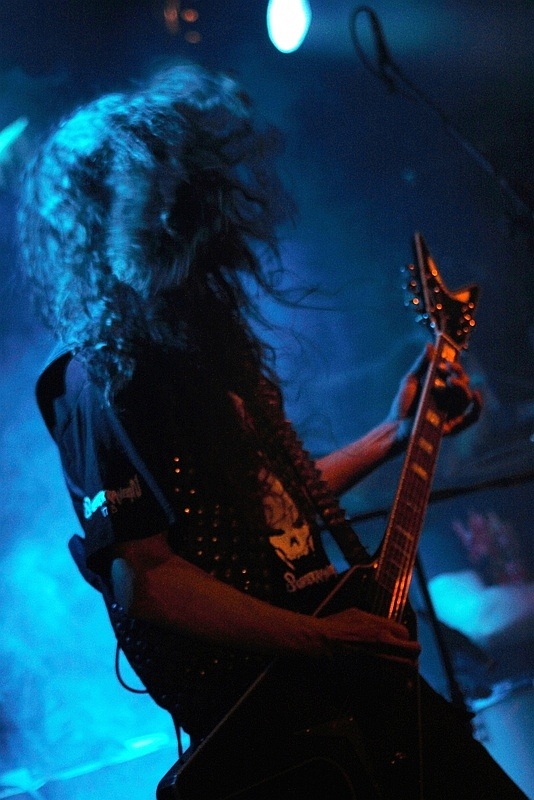
Mike Sifringer podczas koncertu 12 marca 2011 roku

W 1999 roku w wyniku presji fanów, a także środowiska muzycznego Schmier i Sifringer zreformowali Destruction z udziałem nowego perkusisty w osobie Svena Vormanna. 11 lipca tego samego roku ukazało się nagrane w odnowionym składzie demo pt. The Butcher Strikes Back. Rok później, 25 kwietnia nakładem Nuclear Blast ukazała się długooczekiwana studyjna płyta pt. All Hell Breaks Loose. Nagrania były promowane teledyskiem do kompozycji „Total Desaster 2000”. 27 sierpnia 2001 roku został wydany siódmy album Destruction zatytułowany The Antichrist. Nagrania zostały zarejestrowane w Abyss Studio we współpracy z Peterem Tägtgrenem. W 2002 roku Vormanna zastąpił Marc Reign. 22 września 2003 roku ukazał się ósmy album grupy pt. Metal Discharge. Płyta była promowana utworami „Desecrators (Of The New Age)” i „The Ravenous Beast” do których zostały nagrane także teledyski.
8 marca 2004 roku ukazało się pierwsze wydawnictwo DVD grupy zatytułowane Live Discharge – 20 Years of Total Destruction. Na albumie znalazły się m.in. występy Destruction zarejestrowane podczas festiwali Wacken Open Air, With Full Force oraz Z7 Metaldays. 22 sierpnia 2005 roku ukazał się dziewiąty album studyjny tria pt. Inventor of Evil. Gościnnie na płycie wystąpili m.in. Doro Pesch, Paul Di’Anno, Peter Tägtgren i Shagrath. Nagrania były promowane teledyskami do utworów „The Alliance Of Hellhoundz” i „Soul Collector”. W kwietniu 2006 roku muzycy odbyli Południowoamerykańską trasę odwiedzając m.in. Argentynę i Paragwaj. Następnie na przełomie maja i czerwca 2006 trio dało szereg koncertów w Stanach Zjednoczonych w ramach Metal Crusaders Tour. W występach wzięły udział także zespoły Kataklysm, Vader, The Absence oraz Nuclear Assault. 22 stycznia 2007 roku została wydana trzecia kompilacja nagrań Destruction pt. Thrash Anthems. Na płycie znalazły się zarejestrowane ponownie, przearanżowane klasyczne kompozycje repertuaru Destruction. W międzyczasie zespół odbył trasę koncertową w Ameryce Północnej. W tournée wzięły udział także grupy Sadus i Municipal Waste.
29 sierpnia 2008 roku został wydany dziesiąty album studyjny zespołu zatytułowany D.E.V.O.L.U.T.I.O.N. Gościnnie w nagraniach wzięli udział Vinnie Moore, Gary Holt z zespołu Exodus oraz Jeff Waters znany z występów w grupie Annihilator. W ramach promocji do utworu „Vicious Circle – The Seven Deadly Sins” został zrealizowany teledysk. Na przełomie kwietnia i maja zespół odbył kolejną trasę w Ameryce Północnej, tym razem wraz z Krisiun i Mantic Ritual. 29 stycznia 2010 roku ukazało się drugie wydawnictwo DVD tria pt. A Savage Symphony – The History of Annihilation. Również w 2010 roku grupę opuścił Reign, który skoncentrował się na swym projekcie – Volcano. Nowym perkusistą został Wawrzyniec „Vaaver” Dramowicz znany z występów w grupie UnSun. 18 lutego 2011 roku ukazał się jedenasty album studyjny grupy pt. Day of Reckoning. Wydawnictwo zadebiutowało na 58. miejscu listy Billboard Top Heatseekers w USA sprzedając się w nakładzie 800 egzemplarzy w przeciągu tygodnia od dnia premiery. W ramach promocji do piosenki „Hate Is My Fuel” został nagrany teledysk. Na przełomie maja i kwietnia trio odbyło pierwszą amerykańską trasę jako headliner. Występy Destruction poprzedzała australijska grupa Deströyer 666.

## Muzycy
Obecny skład zespołu

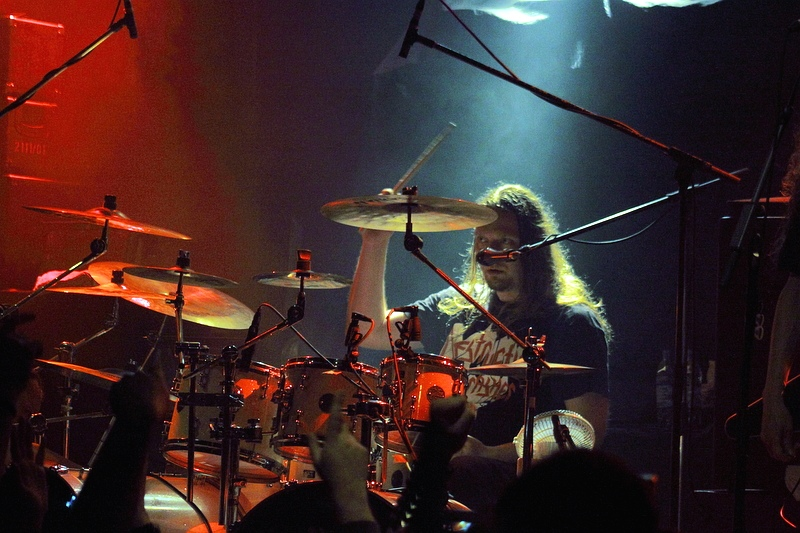
Wawrzyniec Dramowicz podczas koncertu 12 marca 2011 roku

- Marcel „Schmier” Schirmer – gitara basowa, śpiew (1982–1989, od 1999)
- Mike Sifringer – gitara (od 1982)
- Damir Eskić – gitara (od 2019)
- Randy Black – perkusja (od 2018)

Byli członkowie zespołu
- André Grieder – śpiew (1990)
- Thomas Rosenmerkel – śpiew (1993–1999)
- Harry Heinrich Wilkens – gitara (1987–1990)
- Michael Piranio – gitara (1993–1999)
- Christian Engler – gitara basowa (1993–1998)
- Thomas „Tommy Sandmann” Senmann – perkusja (1982–1987)
- Oliver „Olli” Kaiser – perkusja (1987–1999)
- Sven Vormann – perkusja (1999–2002)
- Marc Reign – perkusja (2002–2010)
- Wawrzyniec „Vaaver” Dramowicz – perkusja (2010–2018)

## Dyskografia
| 1985                           | Infernal Overkill - Data: 24 maja 1985 - Wydawca: Steamhammer                | –  | –   | –  | –  |
| 1986                           | Eternal Devastation - Data: 12 lipca 1986 - Wydawca: Steamhammer, SPV GmbH   | –  | –   | –  | –  |
| 1988                           | Release From Agony - Data: 30 maja 1988 - Wydawca: Steamhammer, SPV GmbH     | –  | –   | –  | –  |
| 1990                           | Cracked Brain - Data: 1 czerwca 1990 - Wydawca: Noise Records                | –  | –   | –  | –  |
| 1998                           | The Least Successfull Human Cannonball - Data: 1998 - Wydawca: Brain Butcher | –  | –   | –  | –  |
| 2000                           | All Hell Breaks Loose - Data: 25 kwietnia 2000 - Wydawca: Nuclear Blast      | 67 | –   | –  | –  |
| 2001                           | The Antichrist - Data: 27 sierpnia 2001 - Wydawca: Nuclear Blast             | 89 | –   | –  | –  |
| 2003                           | Metal Discharge - Data: 22 września 2003 - Wydawca: Nuclear Blast            | –  | –   | –  | –  |
| 2005                           | Inventor of Evil - Data: 22 sierpnia 2005 - Wydawca: AFM Records             | 68 | 164 | –  | –  |
| 2008                           | D.E.V.O.L.U.T.I.O.N. - Data: 29 sierpnia 2008 - Wydawca: AFM Records         | 65 | 207 | –  | –  |
| 2011                           | Day of Reckoning - Data: 18 lutego 2011 - Wydawca: Nuclear Blast             | 95 | 149 | –  | 58 |
| 2012                           | Spiritual Genocide - Data: 23 listopada 2012 - Wydawca: Nuclear Blast        | –  | 165 | –  | –  |
| 2016                           | Under Attack - Data: 13 maja 2016 - Wydawca: Nuclear Blast                   | 68 | 126 | 90 | 17 |
| 2019                           | Born To Perish - Data: 9 sierpnia 2019 - Wydawca: Nuclear Blast              | 26 | 112 | 36 | 14 |
| „–” pozycja nie była notowana. |                                                                              |    |     |    |    |

| Rok  | Tytuł                                                                                  |
| ---- | -------------------------------------------------------------------------------------- |
| 1984 | Bestial Invasion of Hell - Data: 12 października 1984 - Wydawca: brak (wydanie własne) |
| 1999 | The Butcher Strikes Back - Data: 11 lipca 1999 - Wydawca: brak (wydanie własne)        |

| 1990                           | Super Best Destruction Collection - Data: 1990 - Wydawca: Teichiku Records | –   |
| 1992                           | Best of - Data: 1 kwietnia 1992 - Wydawca: Steamhammer, SPV GmbH           | –   |
| 2007                           | Thrash Anthems - Data: 22 stycznia 2007 - Wydawca: AFM Records             | 146 |
| „–” pozycja nie była notowana. |                                                                            |     |

| Rok  | Tytuł |
| ---- | --- |
| 1989 | Live Without Sense - Data: 1 stycznia 1989 - Wydawca: Steamhammer Records                                |
| 2004 | Live Discharge – 20 Years of Total Destruction (DVD) - Data: 8 marca 2004 - Wydawca: Nuclear Blast       |
| 2009 | The Curse of the Antichrist – Live in Agony - Data: 25 września 2009 - Wydawca: AFM Records              |
| 2010 | A Savage Symphony – The History of Annihilation (DVD+CD) - Data: 29 stycznia 2010 - Wydawca: AFM Records |
| 2020 | Born To Thrash - Data: 8 maja 2020 (cyfrowo) - Data 17 maja 202 (nośniki) - Wydawca: Nuclear Blast       |

| Rok  | Tytuł                                                              |
| ---- | ------------------------------------------------------------------ |
| 1984 | Sentence of Death - Data: 3 września 1984 - Wydawca: Steamhammer   |
| 1987 | Mad Butcher - Data: 25 lipca 1987 - Wydawca: Steamhammer, SPV GmbH |
| 1994 | Destruction - Data: 26 lutego 1994 - Wydawca: Brain Butcher        |
| 1995 | Them Not Me - Data: 9 czerwca 1995 - Wydawca: Brain Butcher        |